# João Henrique Campos
João Henrique de Andrade Lima Campos, né le 26 novembre 1993 à Recife, est un homme politique brésilien. Membre du Parti socialiste brésilien (PSB), il est élu député fédéral en 2018 pour le Pernambouc, puis maire de Recife en 2020.

## Biographie

### Formation
João Campos est diplômé en génie civil.
Il est le fils d'Eduardo Campos, ministre sous la présidence de Lula, gouverneur de l'État du Pernambouc, candidat à l'élection présidentielle de 2014, décédé tragiquement en 2014 dans un accident d'avion.
Depuis 2019, il est en couple avec Tabata Amaral, une députée aujourd'hui membre du PSB.

### Carrière politique
En 2016, il devient directeur de cabinet du gouverneur du Pernambouc Paulo Câmara.
En 2018, João Campos est élu député fédéral. Il obtient 460 637 voix, un record dans le Pernambouc.
La même année, il devient vice-président aux relations fédératives au sein du PSB.
En 2020, il est candidat à la mairie de Recife. Au premier tour, il termine en tête, recevant un peu plus de 29 % des voix. Il affronte au second tour sa cousine Marilia Arraes, la candidate du PT. Les sondages d'entre-deux tours indique une élection extrêmement serrée. Il obtient finalement 56,27 % des voix au second tour. Il devient alors le plus jeune Maire jamais élu à la Mairie de Recife et le plus jeune Maire d'une capitale d'état au Brésil,.
En mars 2024, un sondage de l'institut Paraná Pesquisas montre que son action est approuvée par 81 % des habitants de Recife. Lors des élections municipales de 2024, il est réélu dès le premier tour avec 78,1 % des voix, un score historique à Recife. Il est vu comme un candidat potentiel au poste de Gouverneur du Pernambouc.
Il est reconnu pour sa communication particulièrement efficace sur les réseaux sociaux. 
Il est centriste sur le plan politique.

## Historique électoral
|                          | João Campos          | Parti socialiste brésilien (PSB)                | 725 721 | 78,11 |  |  |
|                          | Gilson Machado       | Parti libéral (PL)                              | 129 138 | 13,90 |  |  |
|                          | Dani Portela         | Parti socialisme et liberté (PSOL)              | 35 110  | 3,78  |  |  |
|                          | Daniel Coelho        | Parti social démocratique (PSD)                 | 29 788  | 3,21  |  |  |
|                          | Tecio Teles          | Nouveau parti (Novo)                            | 7 342   | 0,79  |  |  |
|                          | Ludmila              | Unité populaire (UP)                            | 1 399   | 0,15  |  |  |
|                          | Simone Fontana       | Parti socialiste des travailleurs unifié (PSTU) | 524     | 0,06  |  |  |
|                          | Victor Assis         | Parti de la cause ouvrière (PCO)                | 132     | 0,01  |  |  |
|                          |                      |                                                 |         |       |  |  |
| Votes valides            | Votes valides        | Votes valides                                   | 929 154 | 94,45 |  |  |
| Votes blancs et nuls     | Votes blancs et nuls | Votes blancs et nuls                            | 54 609  | 5,55  |  |  |
| Total                    | Total                | Total                                           | 983 763 | 100   |  |  |
| Abstention               |                      |                                                 |         |       |  |  |
| Inscrits / participation |                      |                                                 |         |       |  |  |

| Candidats                | Candidats                | Partis                                          | Premier tour | Premier tour | Second tour | Second tour |
| Candidats                | Candidats                | Partis                                          | Voix         | %            | Voix        | %           |
| ------------------------ | ------------------------ | ----------------------------------------------- | ------------ | ------------ | ----------- | ----------- |
|                          | João Campos              | Parti socialiste brésilien (PSB)                | 233 028      | 29,17        | 447 913     | 56,27       |
|                          | Marilia Arraes           | Parti des travailleurs (PT)                     | 223 248      | 27,95        | 348 126     | 43,73       |
|                          | Mendonça Filho           | Démocrates (DEM)                                | 200 551      | 25,11        |             |             |
|                          | Delegada Patricia        | Podemos (PODE)                                  | 112 296      | 14,06        |             |             |
|                          | Carlos Andrade Lima      | Parti social-libéral (PSL)                      | 13 398       | 1,74         |             |             |
|                          | Coronel Feitosa          | Parti social-chrétien (PSC)                     | 9 441        | 1,18         |             |             |
|                          | Charbel Maroun           | Nouveau Parti (NOVO)                            | 3 867        | 0,48         |             |             |
|                          | Thiago Santos            | Unité Populaire                                 | 1 232        | 0,15         |             |             |
|                          | Claudia Ribeiro          | Parti socialiste des travailleurs unifié (PSTU) | 1 190        | 0,15         |             |             |
|                          |                          |                                                 |              |              |             |             |
| Votes valides            | Votes valides            | Votes valides                                   | 798 791      | 86,15        |             |             |
| Votes blancs et nuls     | Votes blancs et nuls     | Votes blancs et nuls                            | 127 105      | 13,85        |             |             |
| Total                    | Total                    | Total                                           | 927 167      | 100          |             |             |
| Abstention               | Abstention               | Abstention                                      | 230 157      | 19,89        |             |             |
| Inscrits / participation | Inscrits / participation | Inscrits / participation                        | 1 157 324    | 80,11        |             |             |